# Ye Shiwen
Ye Shiwen (født 1. marts 1996 i Hangzhou i provinsen Zhejiang i Folkerepublikken Kina) er en kinesisk svømmer.
Hun vandt olympisk guld ved sommer-OL 2012 i London i både 200 meter og 400 meter medley. Hun satte samtidig verdensrekord i 400 medley med tiden 4.28,43. Hun vandt også guld i 400 meter medley med tiden 2:07.57 som var ny olympisk rekord.